# Concordia Forsikring-Riwal/2013
Deze pagina geeft een overzicht van de Concordia Forsikring-Riwal-wielerploeg in 2013. 

## Algemene gegevens
Algemeen manager: Mogens Kristensen
Ploegleiders: Allan Johansen, Brian Funder Pedersen, Christian Ranneries, Michel Rasmussen, Thomas Riber-Sellebjerg, Preben Svenningsen
Fietsmerk: Cannondale
Budget: niet bekend

## Renners
| Naam                          | Geboortedatum | Nationaliteit | Ploeg 2012               |
| ----------------------------- | ------------- | ------------- | ------------------------ |
| Nikola Aistrup                | 22-08-1987    | Denemarken    |                          |
| Mats Andersson                | 01-10-1990    | Zweden        | Argon 18-Unaas Cycling   |
| Lars Andersson                | 18-02-1988    | Zweden        |                          |
| Michael Berling               | 24-04-1982    | Denemarken    | Geen                     |
| Mathias Gade Jacobsen         | 05-02-1990    | Denemarken    | Glud & Marstrand-LRØ     |
| Martin Grön                   | 11-10-1993    | Denemarken    | Neo                      |
| Kasper Klostergaard           | 22-05-1983    | Denemarken    | Saxo Bank-Tinkoff Bank   |
| Martin Lind                   | 09-07-1990    | Denemarken    | Christina Watches-Onfone |
| Peter Mathiesen               | 18-07-1994    | Denemarken    | Neo                      |
| Mikkel Mortensen              | 08-08-1988    | Denemarken    |                          |
| Martin Mortensen              | 05-11-1984    | Denemarken    | Vacansoleil-DCM          |
| Lucas Persson                 | 16-03-1984    | Zweden        |                          |
| Michael Stevenson (tot 07/06) | 10-07-1984    | Zweden        |                          |
| Christopher Stevenson         | 25-04-1982    | Zweden        | Team UK Youth            |

## Overwinningen
| Ronde van Normandië 2e etappe: Martin Mortensen Ronde van Slowakije 4e etappe: Martin Mortensen Ronde van Denemarken Bergklassement: Martin Mortensen |

2009 · 2010 · 2011 · 2012 · 2013